# Andrés Bedoya
Andrés Bedoya   (Lima, 10 de novembre de 1928 - Lima, 8 de febrer de 1961) fou un futbolista peruà de la dècada de 1950.
Fou 6 cops internacional amb la selecció del Perú.
Pel que fa a clubs, defensà els colors de Independiente de Medellín, Huracán de Medellín i Atlético Chalaco.